# Guvernul Constantin Argetoianu
Guvernul Constantin Argetoianu a fost un consiliu de miniștri care a guvernat România în perioada 28 septembrie - 23 noiembrie 1939.

## Componența
- Președintele Consiliului de Miniștri

Constantin Argetoianu (28 septembrie - 23 noiembrie 1939)
- Ministru de interne

Nicolae Ottescu (28 septembrie - 23 noiembrie 1939)
- Ministrul de externe

Grigore Gafencu (28 septembrie - 23 noiembrie 1939)
- Ministrul finanțelor

Mitiță Constantinescu (28 septembrie - 23 noiembrie 1939)
- Ministrul justiției

Victor Iamandi (28 septembrie - 23 noiembrie 1939)
- Ministrul apărării naționale

General Ion Ilcuș (28 septembrie - 23 noiembrie 1939)
- Ministrul aerului și marinei

General Paul Teodorescu (28 septembrie - 23 noiembrie 1939)
- Ministrul înzestrării armatei

Victor Slăvescu (28 septembrie - 23 noiembrie 1939)
- Ministrul economiei naționale

Ion Bujoiu (28 septembrie - 23 noiembrie 1939)
- Ministrul agriculturii și domeniilor

Nicolae Cornățeanu (28 septembrie - 23 noiembrie 1939)
- Ministrul educației naționale

Petre Andrei (28 septembrie - 23 noiembrie 1939)
- Ministrul cultelor și artelor

Nicolae Zigre (28 septembrie - 23 noiembrie 1939)
- Ministrul muncii

Mihail Ralea (28 septembrie - 23 noiembrie 1939)
- Ministrul sănătății și asistenței sociale

General dr. Nicolae Marinescu (28 septembrie - 23 noiembrie 1939)
- Ministrul lucrărilor publice și comunicațiilor

Mihail Ghelmegeanu (28 septembrie - 23 noiembrie 1939)
- Ministrul ordinei publice (Minister nou creat)

General Gabriel Marinescu (28 septembrie - 23 noiembrie 1939)
- Ministrul propagandei naționale (Minister nou creat)

Alexandru Radian (28 septembrie - 23 noiembrie 1939)
- Ministrul inventarului avuțiilor publice (Minister nou creat)

Traian Pop (28 septembrie - 23 noiembrie 1939)
- Ministru de stat, însărcinat cu organizarea "Frontului Renașterii Naționale"

Constantin C. Giurăscu (28 septembrie - 23 noiembrie 1939)
- Ministru de stat, pentru Minorități

Silviu Dragomir (28 septembrie - 23 noiembrie 1939)

## Sursa
- Stelian Neagoe - "Istoria guvernelor României de la începuturi - 1859 până în zilele noastre - 1995" (Ed. Machiavelli, București, 1995)

| Precedat(ă) de: Guvernul Gheorghe Argeșanu | Guvernul Constantin Argetoianu 28 septembrie - 23 noiembrie 1939 | Succedat(ă) de: Guvernul Gheorghe Tătărăscu (5) |